# Enzersdorf an der Fischa
Enzersdorf an der Fischa ist eine Marktgemeinde mit 3664 Einwohnern (Stand 1. Jänner 2025) im Bezirk Bruck an der Leitha in Niederösterreich.

## Geografie
Enzersdorf an der Fischa liegt im Industrieviertel in Niederösterreich an den westlichen Abhängen des Arbesthaler Hügellandes an der Einmündung des Reisenbachs in die Fischa. Die Fläche der Marktgemeinde umfasst 31,43 Quadratkilometer. Davon sind 69,5 Prozent landwirtschaftliche Nutzfläche und 16 Prozent sind bewaldet.

### Gemeindegliederung
Das Gemeindegebiet umfasst folgende zwei Ortschaften (in Klammern Einwohnerzahl Stand 1. Jänner 2025):
- Enzersdorf an der Fischa (2146)
- Margarethen am Moos (1518)

Die Gemeinde besteht aus den Katastralgemeinden Enzersdorf an der Fischa, Margarethen am Moos und Unterwald.

### Nachbargemeinden
| Klein-Neusiedl | Fischamend                                  | Haslau-Maria Ellend    |
| Schwadorf      | Kompassrose, die auf Nachbargemeinden zeigt | Göttlesbrunn-Arbesthal |
| Ebergassing    | Götzendorf                                  | Trautmannsdorf         |

## Geschichte
Im Altertum war das Gebiet Teil der Provinz Pannonien.
Der Ursprung des Namens ist ungeklärt. Bis heute wird jedenfalls vom legendären Grafen Enci erzählt. In Analogie zu den Marktgemeinden Groß-Enzersdorf und Maria Enzersdorf ist es aber wahrscheinlich, dass er auf den Eigennamen „Engelschalk“ zurückgeht.
1050 wurde Enzersdorf das erste Mal urkundlich erwähnt, Margarethen am Moos im Jahr 1045. 1877 wurde in Margarethen die Freiwillige Feuerwehr gegründet, 1880 in Enzersdorf. 1882 wurde mit den Abbrucharbeiten des Schlosses begonnen. 1927 entstanden durch ein Erdbeben große Schäden im Gemeindegebiet. 1969 wurde das Volksheim erbaut. 1970 erfolgte die Zusammenlegung mit der Gemeinde Margarethen/Moos. 1985 wurde das Marktrecht wiederverliehen.
Laut Adressbuch von Österreich waren im Jahr 1938 in der Ortsgemeinde Enzersdorf zwei Bäcker, ein Fahrradhändler, ein Fleischer, ein Friseur, vier Gastwirte, drei Gemischtwarenhändler, eine Hebamme, ein Maler, eine Milchgenossenschaft, eine Mühle, ein Obst- und Gemüsehändler, ein Schlosser, ein Schmied, zwei Schneider und eine Schneiderin, ein Schuster, ein Spengler, ein Tischler, ein Wagner und mehrere Landwirte ansässig.

### Einwohnerentwicklung
Seit den 1980er Jahren steigt die Bevölkerungszahl stark an. Die Geburtenbilanz ist ausgeglichen, aber die Wanderungsbilanz ist stark positiv.
| Enzersdorf an der Fischa: Einwohnerzahlen von 1869 bis 2025 | Enzersdorf an der Fischa: Einwohnerzahlen von 1869 bis 2025 | Enzersdorf an der Fischa: Einwohnerzahlen von 1869 bis 2025 | Enzersdorf an der Fischa: Einwohnerzahlen von 1869 bis 2025 | Enzersdorf an der Fischa: Einwohnerzahlen von 1869 bis 2025 |
| ----------------------------------------------------------- | ----------------------------------------------------------- | ----------------------------------------------------------- | ----------------------------------------------------------- | ----------------------------------------------------------- |
| Jahr                                                        |                                                             |                                                             |                                                             | Einwohner                                                   |
| 1869                                                        | 1869                                                        |                                                             | 1.908                                                       | 1.908                                                       |
| 1880                                                        | 1880                                                        |                                                             | 2.059                                                       | 2.059                                                       |
| 1890                                                        | 1890                                                        |                                                             | 1.989                                                       | 1.989                                                       |
| 1900                                                        | 1900                                                        |                                                             | 1.920                                                       | 1.920                                                       |
| 1910                                                        | 1910                                                        |                                                             | 1.968                                                       | 1.968                                                       |
| 1923                                                        | 1923                                                        |                                                             | 1.949                                                       | 1.949                                                       |
| 1934                                                        | 1934                                                        |                                                             | 2.024                                                       | 2.024                                                       |
| 1939                                                        | 1939                                                        |                                                             | 1.970                                                       | 1.970                                                       |
| 1951                                                        | 1951                                                        |                                                             | 1.825                                                       | 1.825                                                       |
| 1961                                                        | 1961                                                        |                                                             | 1.785                                                       | 1.785                                                       |
| 1971                                                        | 1971                                                        |                                                             | 1.922                                                       | 1.922                                                       |
| 1981                                                        | 1981                                                        |                                                             | 1.995                                                       | 1.995                                                       |
| 1991                                                        | 1991                                                        |                                                             | 2.447                                                       | 2.447                                                       |
| 2001                                                        | 2001                                                        |                                                             | 2.663                                                       | 2.663                                                       |
| 2011                                                        | 2011                                                        |                                                             | 2.959                                                       | 2.959                                                       |
| 2021                                                        | 2021                                                        |                                                             | 3.503                                                       | 3.503                                                       |
| 2025                                                        | 2025                                                        |                                                             | 3.664                                                       | 3.664                                                       |
| Quelle(n): Statistik Austria, Gebietsstand 1.1.2021         |                                                             |                                                             |                                                             |                                                             |

## Kultur und Sehenswürdigkeiten

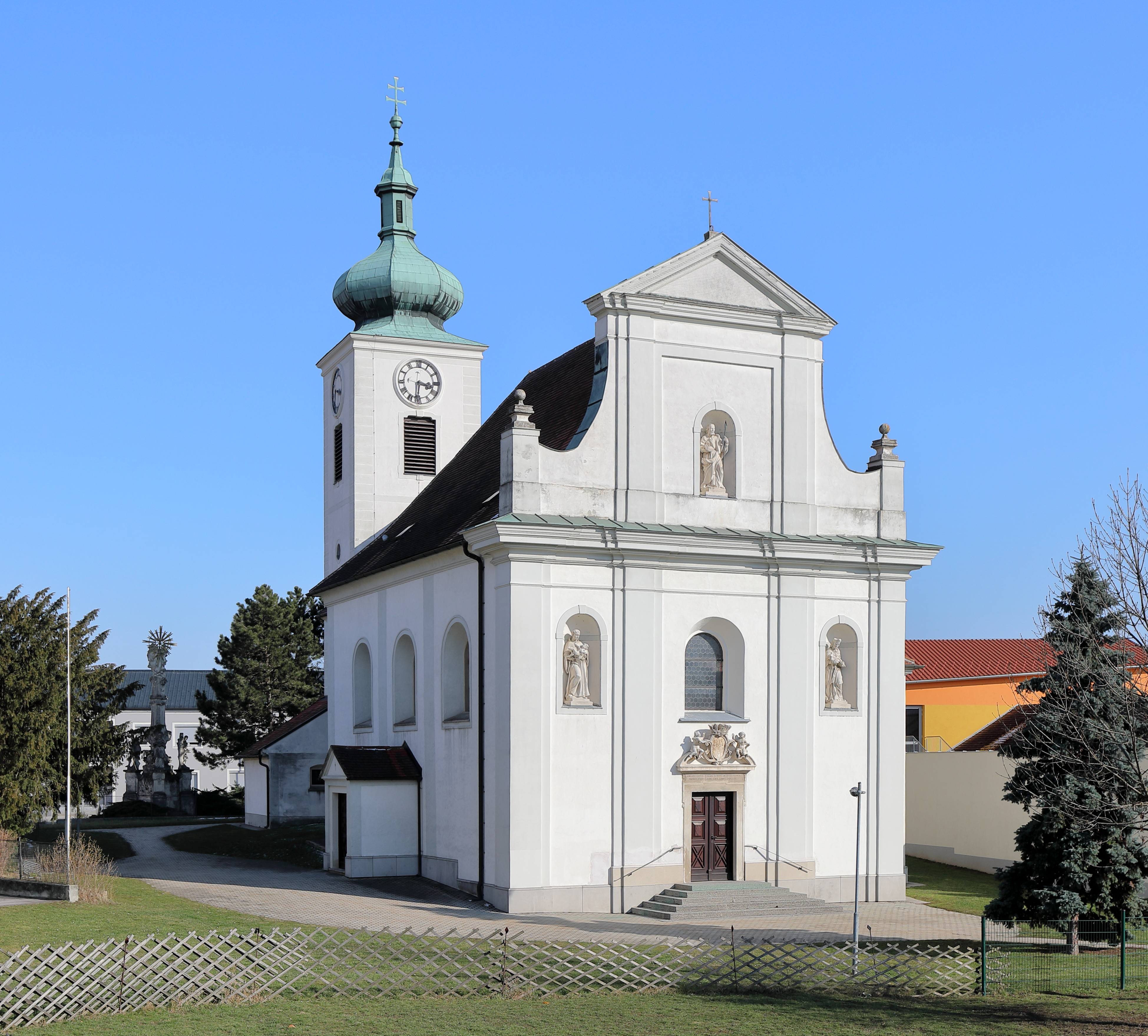
Pfarrkirche Enzersdorf an der Fischa

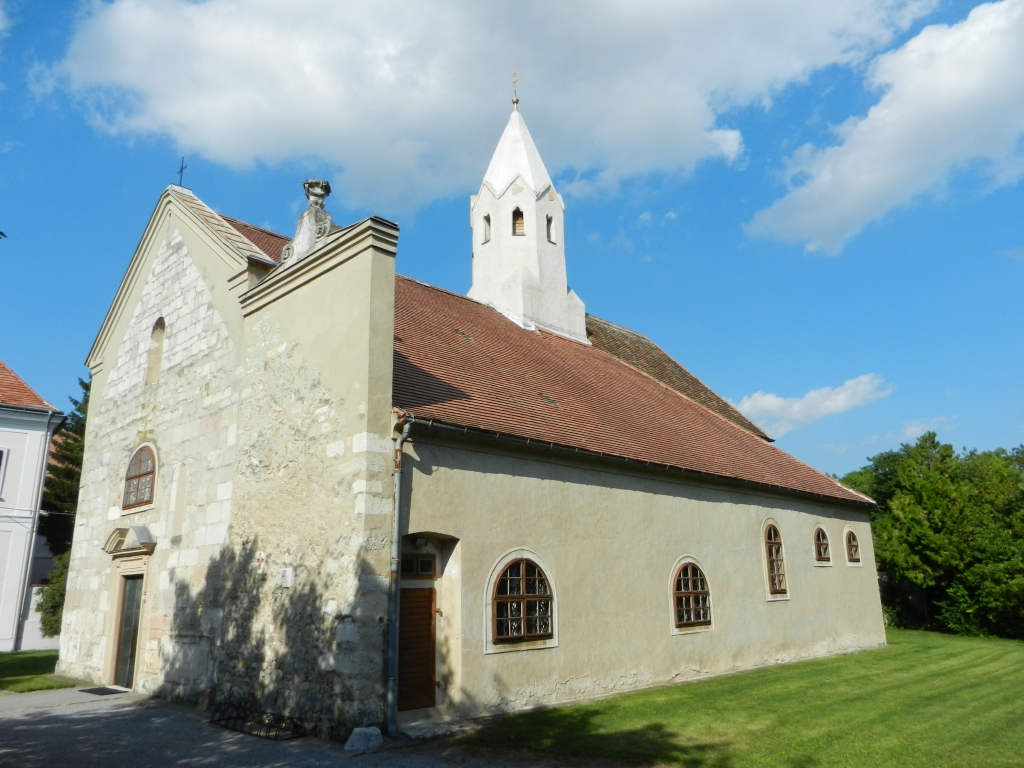
Pfarrkirche Margarethen am Moos

- Katholische Pfarrkirche Enzersdorf an der Fischa hl. Thomas: Die romanische Chorturmkirche hat ein 1714/1715 errichtetes barockes Langhaus.
- Katholische Pfarrkirche Margarethen am Moos hl. Margareta

### Vereine
- Blasmusikkapelle Enzersdorf
- Musikverein Margarethen am Moos, gegründet 1923
- Fischataler Musikverein, gegründet 1963
- Enzersdorf war die Heimat der „Fischamender Spielleut’“, die von 1997 bis 2003 im Enzersdorfer Volksheim jedes Jahr ein Theaterstück aufführten.

## Wirtschaft und Infrastruktur
Nichtlandwirtschaftliche Arbeitsstätten gab es im Jahr 2001 108, land- und forstwirtschaftliche Betriebe nach der Erhebung 1999 69. Die Zahl der Erwerbstätigen am Wohnort betrug nach der Volkszählung 2001 1276. Die Erwerbsquote lag 2001 bei 49,38 Prozent. Arbeitslose gab es am Ort im Jahresdurchschnitt 2003 38.
Am Fuß des Königsberges 260 m ü. A. befindet sich an der südwestlichen Seite die Wochenendhaussiedlung Königsberg.

### Öffentliche Einrichtungen
In Enzersdorf befindet sich ein Kindergarten und eine Volksschule.

### Infrastruktur
- Eisenbahn: Die nächsten Bahnhöfe sind Götzendorf und Fischamend, beide wenige Kilometer entfernt, beide mit direkten Schnellbahnverbindungen nach Wien.[8]
- Straßen: Enzersdorf ist weniger als zehn Kilometer von der Ost Autobahn A4 entfernt.[9]
- Flughafen: Der Ort liegt direkt am Flughafen Wien.[9]

## Politik

### Gemeinderat
Der Gemeinderat hat 23 Mitglieder.
- Nach den Gemeinderatswahlen in Niederösterreich 1990 hatte der Gemeinderat folgende Verteilung: 10 SPÖ, 7 UBL und 4 ÖVP.
- Nach den Gemeinderatswahlen in Niederösterreich 1995 hatte der Gemeinderat folgende Verteilung: 10 SPÖ, 6 UBL und 5 ÖVP.[10]
- Nach den Gemeinderatswahlen in Niederösterreich 2000 hatte der Gemeinderat folgende Verteilung: 7 SPÖ, 5 ÖVP, 4 UBL -Unabhängige Bürgerliste, 4 Pro Margarethen (PRO M) 4 und 1 FPÖ.[11]
- Nach den Gemeinderatswahlen in Niederösterreich 2005 hatte der Gemeinderat folgende Verteilung: 12 SPÖ, 5 ÖVP und 4 PRO M.[12]
- Nach den Gemeinderatswahlen in Niederösterreich 2010 hatte der Gemeinderat folgende Verteilung: 10 SPÖ 10, 7 ÖVP, 3 PRO M und 1 FPÖ.[13]
- Nach den Gemeinderatswahlen in Niederösterreich 2015 hatte der Gemeinderat folgende Verteilung: 9 SPÖ, 8 ÖVP, 3 PRO M und 1 FPÖ.[14]
- Nach den Gemeinderatswahlen in Niederösterreich 2020 hatte der Gemeinderat folgende Verteilung: 10 ÖVP, 5 SPÖ, 4 GEMA (Gemeinsam für Enzersdorf und Margarethen) und 2 FPÖ.[15]
- Nach den Gemeinderatswahlen in Niederösterreich 2025 hat der Gemeinderat folgende Verteilung: 8 FPÖ, 6 ÖVP, 6 SPÖ und 3 GEMA.[16]

### Bürgermeister
- 1957 bis 1960 Andreas Heilinger (ÖVP)
- 1960 bis 1989 Franz Binder (SPÖ)
- 1989 bis 2000 Heinz Krendl (SPÖ)
- 2000 bis 2010 Leo Heuber (SPÖ)
- 2010 bis 2025 Markus Plöchl (ÖVP)[17]
- seit 2025 Werner Herbert (FPÖ)[18]

### Wappen
Am 9. April 1985 erhielt die Marktgemeinde folgendes Wappen: Ein durch einen silbernen Wellenbalken schräglinks geteilter Schild, oben in Rot ein goldenes Zahnrad, unten in Grün eine goldene Ähre.

### Gemeindepartnerschaften
Enzersdorf hält eine Gemeindepartnerschaft mit der Stadtgemeinde Litschau im Bezirk Gmünd im Waldviertel.

## Persönlichkeiten
- Franz Pitzinger (1858–1933), Schiffsingenieur der kuK Marine
- Ernst Polsterer (1887–1945), Mühlenbesitzer und Feuerwehrfunktionär
- Franz Binder (1921–1997), Politiker (SPÖ)
- Ludwig Polsterer (1927–1979), Zeitungsherausgeber
- Heinz Krendl (1939–2008), Politiker (SPÖ)
- Werner Herbert (* 1963), Politiker (FPÖ)